# Liu Ying (Eiskunstläuferin)
Liu Ying (* 3. September 1975) ist eine chinesische Eiskunstläuferin. Sie nahm für die Volksrepublik China einmal an den Olympischen Winterspielen teil.

## Karriere
Sie wurde vom Zhongguo Aolinpike Weiyuanhui für die Olympischen Winterspiele 1994 in Lillehammer nominiert und startete im Damenwettbewerb. Nach dem Kurzprogramm belegte sie den 23. Platz und qualifizierte sich für die Kür. Trotz eines 22. Platzes in der Kür beendeten sie den Wettkampf auf den 23. Platz.